# Japonia na Zimowych Igrzyskach Olimpijskich 1988
Japonię na Zimowych Igrzyskach Olimpijskich 1988 reprezentowało 48 zawodników: trzydziestu siedmiu mężczyzn i jedenaście kobiet. Był to trzynasty start reprezentacji Japonii na zimowych igrzyskach olimpijskich.

## Medaliści
| Medal | Imię i nazwisko | Dyscyplina          | Konkurencja            |
| ----- | --------------- | ------------------- | ---------------------- |
|       | Akira Kuroiwa   | Łyżwiarstwo szybkie | Bieg na 500 m mężczyzn |

## Skład reprezentacji

### Narciarstwo alpejsie
Mężczyźni
| Zawodnik          | Konkurencja   | Wyścig 1     | Wyścig 2 | Suma         | Suma    |
| Zawodnik          | Konkurencja   | Czas         | Czas     | Czas         | Miejsce |
| ----------------- | ------------- | ------------ | -------- | ------------ | ------- |
| Katsuhito Kumagai | Zjazd         |              |          | 2:07.17      | 34      |
| Shinya Chiba      | Zjazd         |              |          | 2:03.16      | 11      |
| Katsuhito Kumagai | Supergigant   |              |          | Nie ukończył | –       |
| Shinya chiba      | Supergigant   |              |          | 1:43.03      | 14      |
| Katsuhito Kumagai | Slalom gigant | Nie ukończył | –        | Nie ukończył | –       |
| Chiaki Ishioka    | Slalom gigant | 1:09.11      | 1:06.29  | 2:15.40      | 31      |
| Tetsuya Okabe     | Slalom gigant | 1:08.30      | 1:06.18  | 2:14.49      | 28      |
| Chiaki Ishioka    | Slalom        | Nie ukończył | –        | Nie ukończył | –       |
| Tetsuya Okabe     | Slalom        | 53.11        | 48.82    | 1:41.93      | 12      |

Kombinacja mężczyzn
| Zawodnik          | Zjazd   | Slalom | Slalom | Suma   | Suma    |
| Zawodnik          | Czas    | Czas 1 | Czas 2 | Punkty | Miejsce |
| ----------------- | ------- | ------ | ------ | ------ | ------- |
| Katsuhito Kumagai | 1:52.10 | 48.85  | 47.17  | 144.65 | 21      |

Kobiety
| Zawodniczka      | Konkurencja   | Wyścig 1      | Wyścig 2      | Suma          | Suma    |
| Zawodniczka      | Konkurencja   | Czas          | Czas          | Czas          | Miejsce |
| ---------------- | ------------- | ------------- | ------------- | ------------- | ------- |
| Sachiko Yamamoto | Zjazzd        |               |               | 1:30.15       | 23      |
| Emi Kawabata     | Zjazzd        |               |               | 1:27.85       | 14      |
| Sachiko Yamamoto | Supergigant   |               |               | 1:24.32       | 30      |
| Emi Kawabata     | Supergigant   |               |               | 1:22.24       | 24      |
| Sachiko Yamamoto | Slalom gigant | Nie ukończyła | –             | Nie ukończyła | –       |
| Emi Kawabata     | Slalom gigant | 1:02.10       | Nie ukończyła | Nie ukończyła | –       |
| Sachiko Yamamoto | Slalom        | Nie ukończyła | –             | Nie ukończyła | –       |
| Emi Kawabata     | Slalom        | 54.70         | 54.65         | 1:49.35       | 19      |

Kombinacja kobiet
| Zawodniczka      | Zjazd   | Slalom        | Slalom | Suma          | Suma    |
| Zawodniczka      | Czas    | Czas 1        | Czas 2 | Punkty        | Miejsce |
| ---------------- | ------- | ------------- | ------ | ------------- | ------- |
| Sachiko Yamamoto | 1:20.33 | 43.66         | 46.60  | 139.01        | 20      |
| Emi Kawabata     | 1:18.53 | Nie ukończyła | –      | Nie ukończyła | –       |

### Biathlon
Mężczyźni
| Konkurencja  | Zawodnik         | Pudła | Czas    | Miejsce |
| ------------ | ---------------- | ----- | ------- | ------- |
| 10 km Sprint | Akihiro Takizawa | 5     | 31:38.7 | 63      |
| 10 km Sprint | Kōichi Satō      | 3     | 29:43.1 | 59      |
| 10 km Sprint | Tadashi Nakamura | 2     | 28:11.4 | 44      |
| 10 km Sprint | Misao Kodate     | 2     | 27:52.6 | 39      |

| Konkurencja   | Zawodnik         | Czas      | Pudła | Skorygowany czas | Miejsce |
| ------------- | ---------------- | --------- | ----- | ---------------- | ------- |
| Bieg na 20 km | Akihiro Takizawa | 1'03:38.0 | 7     | 1'10:38.0        | 61      |
| Bieg na 20 km | Kōichi Satō      | 1'02:18.7 | 8     | 1'10:18.7        | 60      |
| Bieg na 20 km | Tadashi Nakamura | 57:01.3   | 8     | 1'05:01.3        | 48      |
| Bieg na 20 km | Misao Kodate     | 57:51.0   | 6     | 1'03:51.0        | 40      |

Sztafeta mężczyzn 4 x 7,5 km
| Zawodnicy                                                  | Wyścig | Wyścig    | Wyścig  |
| Zawodnicy                                                  | Pudła  | Czas      | Miejsce |
| ---------------------------------------------------------- | ------ | --------- | ------- |
| Tadashi Nakamura Misao Kodate Akihiro Takizawa Kōichi Satō | 6      | 1'32:52.4 | 14      |

### Bobsleje
| Osada | Zawodnicy                  | Konkurencja | Ślizg 1 | Ślizg 1 | Ślizg 2 | Ślizg 2 | Ślizg 3      | Ślizg 3 | Ślizg 4 | Ślizg 4 | Suma         | Suma    |
| Osada | Zawodnicy                  | Konkurencja | Czas    | Miejsce | Czas    | Miejsce | Czas         | Miejsce | Czas    | Miejsce | Czas         | Miejsce |
| ----- | -------------------------- | ----------- | ------- | ------- | ------- | ------- | ------------ | ------- | ------- | ------- | ------------ | ------- |
| JPN-1 | Takao Sakai Naomi Takewaki | Dwójki      | 58.32   | 15      | 1:00.39 | 21      | Nie ukończył | –       | –       | –       | Nie ukończył | –       |
| JPN-2 | Yuji Yaku Toshio Wakita    | Dwójki      | 58.57   | 19      | 1:00.58 | 23      | 1:01.51      | 25      | 1:00.38 | 22      | 4:01.04      | 20      |

| Osada | Zawodnicy                                          | Konkurencja | Ślizg 1 | Ślizg 1 | Ślizg 2 | Ślizg 2 | Ślizg 3 | Ślizg 3 | Ślizg 4 | Ślizg 4 | Suma    | Suma    |
| Osada | Zawodnicy                                          | Konkurencja | Czas    | Miejsce | Czas    | Miejsce | Czas    | Miejsce | Czas    | Miejsce | Czas    | Miejsce |
| ----- | -------------------------------------------------- | ----------- | ------- | ------- | ------- | ------- | ------- | ------- | ------- | ------- | ------- | ------- |
| JPN-1 | Takao Sakai Toshio Wakita Yuji Yaku Naomi Takewaki | Czwórki     | 57.36   | 17      | 58.15   | 16      | 57.68   | 22      | 58.16   | 16      | 3:51.35 | 18      |

### Biegi narciarskie
Mężczyźni
| Konkurencja                     | Zawodnik          | Wyścig    | Wyścig  |
| Konkurencja                     | Zawodnik          | Czas      | Miejsce |
| ------------------------------- | ----------------- | --------- | ------- |
| Bieg na 15 km stylem klasycznym | Masaharu Yamazaki | 50:06.8   | 68      |
| Bieg na 15 km stylem klasycznym | Tanayuki Yuki     | 47:08.4   | 52      |
| Bieg na 15 km stylem klasycznym | Kazunari Sasaki   | 46:12.6   | 45      |
| Bieg na 30 km stylem klasycznym | Masaharu Yamazaki | 1'43:58.3 | 77      |
| Bieg na 30 km stylem klasycznym | Tanayuki Yuki     | 1'37:11.9 | 57      |
| Bieg na 30 km stylem klasycznym | Atsushi Egawa     | 1'32:35.4 | 37      |
| Bieg na 30 km stylem klasycznym | Kazunari Sasaki   | 1'29:59.2 | 20      |
| Bieg na 50 km stylem dowolnym   | Atsushi Egawa     | 2'17:52.8 | 42      |
| Bieg na 50 km stylem dowolnym   | Tanayuki Yuki     | 2'16:24.7 | 39      |
| Bieg na 50 km stylem dowolnym   | Kazunari Sasaki   | 2'13:09.6 | 32      |

Sztafeta mężczyzn 4 x 10 km
| Zawodnicy                                                     | Wyścig    | Wyścig  |
| Zawodnicy                                                     | Czas      | Miejsce |
| ------------------------------------------------------------- | --------- | ------- |
| Atsushi Egawa Kazunari Sasaki Tanayuki Yuki Masaharu Yamazaki | 1'51:10.7 | 14      |

### Łyżwiarstwo figurowe
Mężczyźni
| Zawodnik    | Konkurencja | CF | SP | FS | TFP  | Miejsce |
| ----------- | ----------- | -- | -- | -- | ---- | ------- |
| Makoto Kano | Soliści     | 19 | 19 | 19 | 38.0 | 17      |

Kobiety
| Zawodniczka    | Konkurencja | CF | SP | FS | TFP  | Miejsce |
| -------------- | ----------- | -- | -- | -- | ---- | ------- |
| Junko Yaginuma | Solistki    | 16 | 15 | 14 | 29.6 | 14      |
| Midori Itō     | Solistki    | 10 | 4  | 3  | 10.6 | 5       |

Taniec na lodzie
| Zawodnicy                     | Konkurencja      | CD | OD | FD | TFP  | Miejsce |
| ----------------------------- | ---------------- | -- | -- | -- | ---- | ------- |
| Tomoko Tanaka Hiroyuki Suzuki | Taniec na lodzie | 18 | 18 | 18 | 36.0 | 18      |

### Saneczkarstwo
Mężczyźni
| Zawodnik           | Ślizg 1 | Ślizg 1 | Ślizg 2 | Ślizg 2 | Ślizg 3 | Ślizg 3 | Ślizg 4 | Ślizg 4 | Suma     | Suma    |
| Zawodnik           | Czas    | Miejsce | Czas    | Miejsce | Czas    | Miejsce | Czas    | Miejsce | Czas     | Miejsce |
| ------------------ | ------- | ------- | ------- | ------- | ------- | ------- | ------- | ------- | -------- | ------- |
| Toru Ito           | 47.753  | 27      | 47.880  | 27      | 46.601  | 28      | 48.439  | 29      | 3:12.673 | 26      |
| Kazuhiko Takamatsu | 47.278  | 19      | 47.235  | 19      | 47.326  | 18      | 47.176  | 13      | 3:09.015 | 18      |

(Mężczyźni) Dwójki
| Zawodnicy                           | Ślizg 1 | Ślizg 1 | Ślizg 2 | Ślizg 2 | Suma     | Suma    |
| Zawodnicy                           | Czas    | Miejsce | Czas    | Miejsce | Czas     | Miejsce |
| ----------------------------------- | ------- | ------- | ------- | ------- | -------- | ------- |
| Kazuhiko Takamatsu Tsukasa Hirakawa | 47.129  | 16      | 47.324  | 14      | 1:34.453 | 14      |

Kobiety
| Zawodniczka      | Ślizg 1 | Ślizg 1 | Ślizg 2 | Ślizg 2 | Ślizg 3 | Ślizg 3 | Ślizg 4 | Ślizg 4 | Suma     | Suma    |
| Zawodniczka      | Czas    | Miejsce | Czas    | Miejsce | Czas    | Miejsce | Czas    | Miejsce | Czas     | Miejsce |
| ---------------- | ------- | ------- | ------- | ------- | ------- | ------- | ------- | ------- | -------- | ------- |
| Mina Tanaka      | 47.770  | 20      | 47.945  | 18      | 47.928  | 19      | 47.599  | 18      | 3:11.242 | 18      |
| Hitomi Koshimizu | 47.682  | 19      | 49.276  | 24      | 49.160  | 23      | 48.008  | 21      | 3:14.126 | 21      |

### Kombinacja norweska
Indywidualny mężczyzn
Konkurencje:
- Skocznia normalna – skoki narciarskie
- Bieg na 15 km – biegi narciarskie

| Zawodnik        | Konkurencja  | Skok   | Skok    | Bieg    | Bieg    | Suma    | Suma    |
| Zawodnik        | Konkurencja  | Punkty | Miejsce | Start z | Czas    | Punkty  | Miejsce |
| --------------- | ------------ | ------ | ------- | ------- | ------- | ------- | ------- |
| Hideki Miyazaki | Indywidualny | 175.8  | 41      | 5:51.4  | 45:40.8 | 376.240 | 37      |
| Masashi Abe     | Indywidualny | 182.5  | 36      | 5:06.7  | 44:31.1 | 386.690 | 31      |
| Kazuoki Kodama  | Indywidualny | 187.7  | 32      | 4:32.0  | 45:40.2 | 376.320 | 36      |

Drużyna mężczyzn
Konkurencje:
- Skocznia normalna – skoki narciarskie
- Bieg na 10 km – biegi narciarskie

| Zawodnicy                                  | Skok   | Skok    | Bieg    | Bieg      | Suma    |
| Zawodnicy                                  | Punkty | Miejsce | Start z | Czas      | Miejsce |
| ------------------------------------------ | ------ | ------- | ------- | --------- | ------- |
| Hideki Miyazaki Masashi Abe Kazuoki Kodama | 515.3  | 10      | 9:32.5  | 1'29:26.3 | 9       |

### Skoki narciarskie
| Zawodnik        | Konkurencja       | Skok 1    | Skok 1 | Skok 2    | Skok 2 | Suma  | Suma    |
| Zawodnik        | Konkurencja       | Odległość | Nota   | Odległość | Nota   | Nota  | Miejsce |
| --------------- | ----------------- | --------- | ------ | --------- | ------ | ----- | ------- |
| Shinichi Tanaka | Skocznia normalna | 74.0      | 79.0   | 75.0      | 81.1   | 160.1 | 52      |
| Katsushi Tao    | Skocznia normalna | 75.0      | 81.6   | 80.5      | 97.4   | 161.6 | 51      |
| Masaru Nagaoka  | Skocznia normalna | 78.5      | 89.2   | 80.0      | 92.1   | 181.3 | 25      |
| Akira Sato      | Skocznia normalna | 80.0      | 96.6   | 80.0      | 97.1   | 194.0 | 11      |
| Katsushi Tao    | Skocznia duża     | 96.0      | 78.8   | 85.0      | 59.4   | 138.2 | 52      |
| Masaru Nagaoka  | Skocznia duża     | 99.0      | 82.5   | 89.0      | 63.5   | 146.0 | 48      |
| Shinichi Tanaka | Skocznia duża     | 99.0      | 83.0   | 88.5      | 64.3   | 147.3 | 47      |
| Akira Sato      | Skocznia duża     | 100.0     | 88.4   | 96.0      | 81.8   | 170.2 | 33      |

Skocznia duża – konkurs drużynowy mężczyzn
| Zawodnicy                                              | Wynik | Wynik   |
| Zawodnicy                                              | Nota  | Miejsce |
| ------------------------------------------------------ | ----- | ------- |
| Katsushi Tao Shinichi Tanaka Masaru Nagaoka Akira Sato | 468.0 | 11      |

### Łyżwiarstwo szybkie
Mężczyźni
| Konkurencja     | Zawodnik           | Wyścig   | Wyścig  |
| Konkurencja     | Zawodnik           | Czas     | Miejsce |
| --------------- | ------------------ | -------- | ------- |
| Bieg na 500 m   | Kimihiro Hamaya    | 37.38    | 13      |
| Bieg na 500 m   | Yasushi Kuroiwa    | 37.34    | 11      |
| Bieg na 500 m   | Yasumitsu Kanehama | 37.25    | 9       |
| Bieg na 500 m   | Akira Kuroiwa      | 36.77    |         |
| Bieg na 1000 m  | Yukihiro Mitani    | 1:15.28  | 23      |
| Bieg na 1000 m  | Akira Kuroiwa      | 1:15.05  | 20      |
| Bieg na 1000 m  | Kimihiro Hamaya    | 1:14.43  | 13      |
| Bieg na 1000 m  | Yasumitsu Kanehama | 1:14.36  | 9       |
| Bieg na 1500 m  | Hozumi Noriyama    | 1:56.84  | 28      |
| Bieg na 1500 m  | Yoshiyuki Shimizu  | 1:55.98  | 22      |
| Bieg na 1500 m  | Munehisa Kuroiwa   | 1:55.42  | 16      |
| Bieg na 1500 m  | Toru Aoyanagi      | 1:52.85  | 5       |
| Bieg na 5000 m  | Yoshiyuki Shimizu  | 7:05.35  | 32      |
| Bieg na 5000 m  | Munehisa Kuroiwa   | 7:01.55  | 27      |
| Bieg na 5000 m  | Toru Aoyanagi      | 6:54.70  | 14      |
| Bieg na 10000 m | Yoshiyuki Shimizu  | 14:47.21 | 28      |
| Bieg na 10000 m | Toru Aoyanagi      | 14:34.87 | 24      |

Kobiety
| Konkurencja    | Zawodniczka     | Wyścig  | Wyścig  |
| Konkurencja    | Zawodniczka     | Czas    | Miejsce |
| -------------- | --------------- | ------- | ------- |
| Bieg na 500 m  | Noriko Toda     | 41.44   | 21      |
| Bieg na 500 m  | Shoko Fusano    | 40.61   | 8       |
| Bieg na 500 m  | Seiko Hashimoto | 39.74   | 5       |
| Bieg na 1000 m | Noriko Toda     | 1:23.49 | 22      |
| Bieg na 1000 m | Shoko Fusano    | 1:21.47 | 11      |
| Bieg na 1000 m | Seiko Hashimoto | 1:19.75 | 5       |
| Bieg na 1500 m | Natsue Seki     | 2:08.89 | 19      |
| Bieg na 1500 m | Seiko Hashimoto | 2:04.38 | 6       |
| Bieg na 3000 m | Natsue Seki     | 4:29.77 | 18      |
| Bieg na 3000 m | Seiko Hashimoto | 4:23.29 | 6       |
| Bieg na 5000 m | Natsue Seki     | 7:47.43 | 19      |
| Bieg na 5000 m | Seiko Hashimoto | 7:34.43 | 6       |